# Carex fischeri
Carex fischeri är en halvgräsart som beskrevs av Karl Moritz Schumann. Carex fischeri ingår i släktet starrar, och familjen halvgräs.
Artens utbredningsområde är Kenya. Inga underarter finns listade i Catalogue of Life.